# 新山志保
新山 志保（にいやま しほ、1970年〈昭和45年〉3月21日 - 2000年〈平成12年〉2月7日）は、日本の女性声優。奈良県生駒市出身（生まれは愛媛県松山市）。最終所属は青二プロダクション。

## 略歴
大阪外国語大学デンマーク語学科（現・大阪大学外国語学部外国語学科デンマーク語専攻）卒業。中学の時はブラスバンド部に所属。高校、大学では演劇部に所属。1990年大学3年時に青二塾大阪校第8期入塾、1992年大学卒業と同時卒業。
大学2年の時に声優の道へ進むことを決め「1年でもいい。一生懸命頑張って、たとえ芽が出なくても、一生懸命やったというそのことだけで、あとの人生生きていけるから」という言葉で両親を説得した。

### 死去
1998年夏頃に急性白血病に倒れ、闘病生活を送っていたが、2000年2月7日午前6時23分、内臓出血による血圧低下と肺炎との合併症のため死去。29歳没。闘病時、見舞いに訪れた岩田光央に自身のレギュラーキャラクターの代役が決まっていくのを見て「私の代わりはいるんですね…」と語ったというエピソードが残っている。

## 人物
趣味は読書。特技はピアノとバイオリン。
緒方恵美、笠原留美、石川英郎、阪口大助、山田真一とは青二プロの同期である。このうち笠原とは性格が正反対だが、生前は価値観が似ていて非常に話が合っていた。
葬儀の際、両親による挨拶の中で「志保は苦しみの連続の中にありましても、再び声優に復帰して頑張りたいという気持ちは強く、様々な副作用との闘いの中でも喉を痛めることのないよう大事に大事にしていましたので、声は入院以前のまま保っていました」と語られている。
生前、「演じた役は全部愛している」と友人に語っていた。

## 特色
アニメ・外国映画・ナレーションの多方面で活躍したほか、文化放送のラジオ番組『走れ!歌謡曲』を担当していた。少年役を初めてもらった際は、役作りのために学生服を着た男子を見つけて、話し方を聞いて研究したという。

## 後任
新山の病気降板に伴い、持ち役を引き継いだ声優は以下の通り。ただし、他の声優も総入れ替えされた作品（『美少女戦士セーラームーンセーラースターズ』の星野光/セーラースターファイター、後任：井上麻里奈）はこの趣旨から外れるため、この表には記載しない。
| 後任         | 役名                         | 概要作品                              | 後任の初担当作品    |
| ------------ | ---------------------------- | ------------------------------------- | ------------------- |
| 中村尚子     | ナレーション                 | 『しあわせ家族計画』                  | 1998年6月放送分     |
| 野田順子     | ディードリット               | 『ロードス島戦記-英雄騎士伝-』        | 第22話              |
| 野田順子     | 爆龍                         | 『ブラッディロア2』                   | 『ブラッディロア3』 |
| 百々麻子     | エリザベス・良子・ブライアン | 『聖ルミナス女学院』                  | テレビアニメ版      |
| ゆきのさつき | 松明屋紅葉                   | 『それゆけ!宇宙戦艦ヤマモト・ヨーコ』 | テレビアニメ版      |
| 荒川美奈子   | 本田遥夏                     | 『めぐり愛して』                      | 未収録分            |
| 大本眞基子   | アトレ                       | 『白鯨伝説』                          | 第20話              |

## 出演
太字はメインキャラクター。

### テレビアニメ
1993年
- ツヨシしっかりしなさい（1993年 - 1994年、川上先生の妹、アシスタント、女の子、良子、典子の友達、のぞみ）

1994年
- 蒼き伝説 シュート!（女の子A）
- キャプテン翼J（1994年 - 1995年、来生哲兵、翼の母）
- 真拳伝説タイトロード（ジーナ・ダカッツ）
- ママレード・ボーイ（女の子、ドリス）
- 七つの海のティコ（アナウンサーA）

1995年
- 空想科学世界ガリバーボーイ（ディーラー、ジュドーの母）
- 美少女戦士セーラームーン（1995年 - 1996年、冬美、ミハルの母、星野光 / セーラースターファイター） - 2シリーズ
- ご近所物語（1995年 - 1996年、神崎リサ）

1996年
- ゲゲゲの鬼太郎（第4作）（女性）
- 逮捕しちゃうぞ（英規）
- イーハトーブ幻想〜KENjIの春（太一）

1997年
- 白鯨伝説（アトレ〈初代〉）
- CLAMP学園探偵団（鷹村蘇芳）
- それいけ!アンパンマン（こばちちゃん〈初代〉）
- ちびまる子ちゃん（塚田のじいさんの妻）
- はいぱーぽりす（真緒）

1998年
- 吸血姫美夕（立木の妻）
- ロードス島戦記-英雄騎士伝-（ディードリット） - TVアニメにおける遺作。

### 劇場アニメ
- ツヨシしっかりしなさい ツヨシのタイムマシーンでしっかりしなさい（1993年、子分A）
- 餓狼伝説 -THE MOTION PICTURE-（1994年、キム・ミョンサク）
- ママレード・ボーイ（1995年、ガストマンZ）
- ご近所物語（1996年、神崎リサ）
- パーフェクトブルー（1998年、レイ[15]）

### OVA
- ようちえん戦隊げんきっず（1994年、ゆうた）
- 鬼切丸（1995年、保母）
- 美少女遊撃隊バトルスキッパー（1995年、渋沢里絵）
- お嬢様捜査網（1996年、綾小路公子）
- それゆけ!宇宙戦艦ヤマモト・ヨーコ（1996年 - 1997年、松明屋紅葉） - 2シリーズ[一覧 2]
- AIKa（1997年、ブルー〈ヴァレリー〉）
- でたとこプリンセス（1998年、ジュワイ）

### ゲーム
1992年
- 超時空要塞マクロス 永遠のラヴソング

1995年
- 愛・超兄貴（弁天、ボ帝コンシャス）
- プライベート・アイ・ドル（木原尚子）

1996年
- お嬢様捜査網（綾小路公子）
- OverBlood（ピポ）
- 美少女戦士セーラームーン セーラースターズ ふわふわパニック2（セーラースターファイター）
- エターナルメロディ（ロクサーヌ）

1997年
- BS探偵倶楽部 雪に消えた過去（ナレーター）
- マリカ 〜真実の世界〜（神崎永美）
- 惑星攻機隊りとるキャッツ（ネロゥマ・A・ディザドーラ）
- 魔法学園LUNAR!（エマ）

1998年
- みつめてナイト（ジーン・ペトロモーラ）
- ガングリフォンII（ベルリン・リリー）
- はいぱぁセキュリティーズ2（絵麗奈蔵院）
- LUNAR2 エターナルブルー（偽アルテナ）
- ブラッディロア2（爆龍）
- ひみつ戦隊メタモルV★デラックス★（シャロン）
- YAKATA（千織）
- ロマンレーヌ（バル）Win95

1999年
- めぐり愛して（本田遥夏）
- 火魅子伝〜恋解〜（織部）

2000年
- ゲイルガンナー（ドーリー、ジュリア・カーン）

### ラジオ
- 走れ!歌謡曲（文化放送）[注 1]
- 奥寺康彦のキック&トーク（栃木放送などAMラジオ各局）
- 新山志保のときめきムーンライト（TBSラジオ ※土曜裏ワイド宮川賢のラジオはナメるなでのリスナーダマし企画）

### ドラマCD
- 悪霊狩り〜ゴーストハント（松崎綾子）
- アニメイトCDコレクション サイバーボッツ（G.O.D.）
- Weiß kreuz Dramatic Collection II ENDLESS RAIN（ナオミ）
- ヴァンパイア 〜ザ ナイト ウォーリアーズ〜（エリザベス）
- お嬢様捜査網（綾小路公子）
- オリスルートの銀の小枝（ロスマリン姫）
- 学校であった怖い話S オリジナルサウンドホラー（岩下明美）
- 黒髪のキャプチュード（プランチャ）
- 聖ルミナス女学院（エリザベス・良子・ブライアン）[注 2]
- それゆけ!宇宙戦艦ヤマモト・ヨーコ（松明屋紅葉）
- ちょっとエッチなかまいたちの夜（河村亜希）
- ツインビーPARADISE（女生徒）
- パラサイト・イヴ（朝倉佐知子）
- ファルコムクラシックス オリジナルCDドラマ「イースI/女神の記憶」（ロダ）
- BS探偵倶楽部 雪に消えた過去（ナレーター）
- みつめてナイト（ジーン・ペトロモーラ、スパン・コーキルネィファ）[注 3]
- 夜の燈火と日向のにおい（巧）
- レッスルエンジェルス（ビューティー市ヶ谷）
- ワイルドハーフEncounter1・2・3（岩瀬健人）
- アンジェリーク外伝2 緋の輪郭（ジュリアス〈子供〉）

### 吹き替え

#### 映画
- 9か月（リリー〈ミア・コテット〉）
- 三十四丁目の奇蹟 ※テレビ版（DVD収録）
- T-REX（シェイド〈ジュリエット・ランドー〉）
- デンバーに死す時（ルシンダ〈フェアルザ・バルク〉）※VHS版
- パワーレンジャー・映画版（キンバリー・アン・ハート / ピンクレンジャー）

#### ドラマ
- ビバリーヒルズ青春白書8（カーリー〈ヒラリー・スワンク〉）

### ナレーション
- しあわせ家族計画
- スーパーナイト
- プロ野球ニュース

### その他コンテンツ
- 東芝エレベータ（旧機種のアナウンス。主にエレメイトセレブラムVF以前。）